# 용궁군
| Daedongyeojido (Gyujanggak) 14-04.jpg | Daedongyeojido (Gyujanggak) 14-03.jpg |
| Daedongyeojido (Gyujanggak) 15-03.jpg | Daedongyeojido (Gyujanggak) 15-02.jpg |

용궁군(龍宮郡)은 한국의 옛 행정구역으로 현재의 용궁면, 지보면, 풍양면과 개포면 일부를 관할했던 예천군 서부의 전신이다. 1895년에 군으로 승격됐으나, 1914년에 예천군에 통합되어 폐지되었다.

## 역사
- 신라 시대 축산현으로 칭하였다.
- 고려 시대 초 용주로 칭하였다.
- 1012년 : 용궁현으로 칭하였다.
- 1895년 : 안동부 용궁군
- 1896년 : 경상북도 용궁군
- 1914년 : 예천군과 통합, 폐지(서면은 문경군으로, 신하면은 의성군으로 편입)

## 1914년 이후
| 조선총독부령 제111호                                                                                 |             |             |                                                        |
| 구 행정구역                                                                                          | 신 행정구역 | 신 행정구역 | 신 행정구역                                            |
| 구읍면(舊邑面)                                                                                       | 예천군      | 용궁면      | 대은리, 무이리, 무지리, 산택리, 향석리                 |
| 신읍면(新邑面)                                                                                       | 예천군      | 용궁면      | 가야리, 금남리, 덕계리, 송암리, 월오리, 읍부리         |
| 남상면(南上面)                                                                                       | 예천군      | 풍양면      | 삼강리, 오지리, 청운리, 하풍리, 흥천리                 |
| 남하면(南下面)                                                                                       | 예천군      | 풍양면      | 우망리, 청곡리, 흔효리                                 |
| 내상면(內上面)                                                                                       | 예천군      | 지보면      | 마산리, 만화리, 상월리, 송평리, 수월리, 어신리         |
| 내하면(內下面)                                                                                       | 예천군      | 지보면      | 도장리, 마전리, 매창리, 소화리, 지보리                 |
| 신상면(申上面)                                                                                       | 예천군      | 지보면      | 대죽리, 도화리, 신풍리, 암천리                         |
| 신하면(申下面) 신수동, 청호동/도호동/부수동, 모소동/신기동/오호동/목리동/월곡동                      | 의성군      | 신평면      | 신수동, 쌍호동, 월소동                                 |
| 북상면(北上面)                                                                                       | 예천군      | 개포면      | 가곡리, 갈마리, 신음리, 입암리, 장송리, 풍정리, 황산리 |
| 서면(西面) 금양리/무림리, 달지리/대율리/삼인리, 말응리, 율곡리, 이목리, 오룡리/분상리, 왕태리/정자리 | 문경군      | 영순면      | 금림리, 달지리, 말응리, 율곡리, 이목리, 오룡리, 왕태리 |
- 용궁면은 구읍면, 신읍면을 병합하여 군 명칭을 그대로 따 용궁면이라 하였다.
- 지보면은 내상면, 내하면, 신상면을 병합하여 고려시대 지보역(知保驛)에서 유래를 취하여 지보면이라 하였다.
- 풍양면은 남상면, 남하면, 비안군 현서면을 병합하여 풍양면이라 하였다.